# 天府公园站
天府公园站位于中國四川省成都市天府新区，是成都地铁1号线的地下车站。

## 车站概要
本站位于蜀州路和宁波路东段交汇处，沿蜀州路呈南北向布置，于2018年3月18日开通使用，因临近天府公园而得名。在1号线三期工程建设期间，本站曾使用工程名“宁波路站”。

## 车站结构

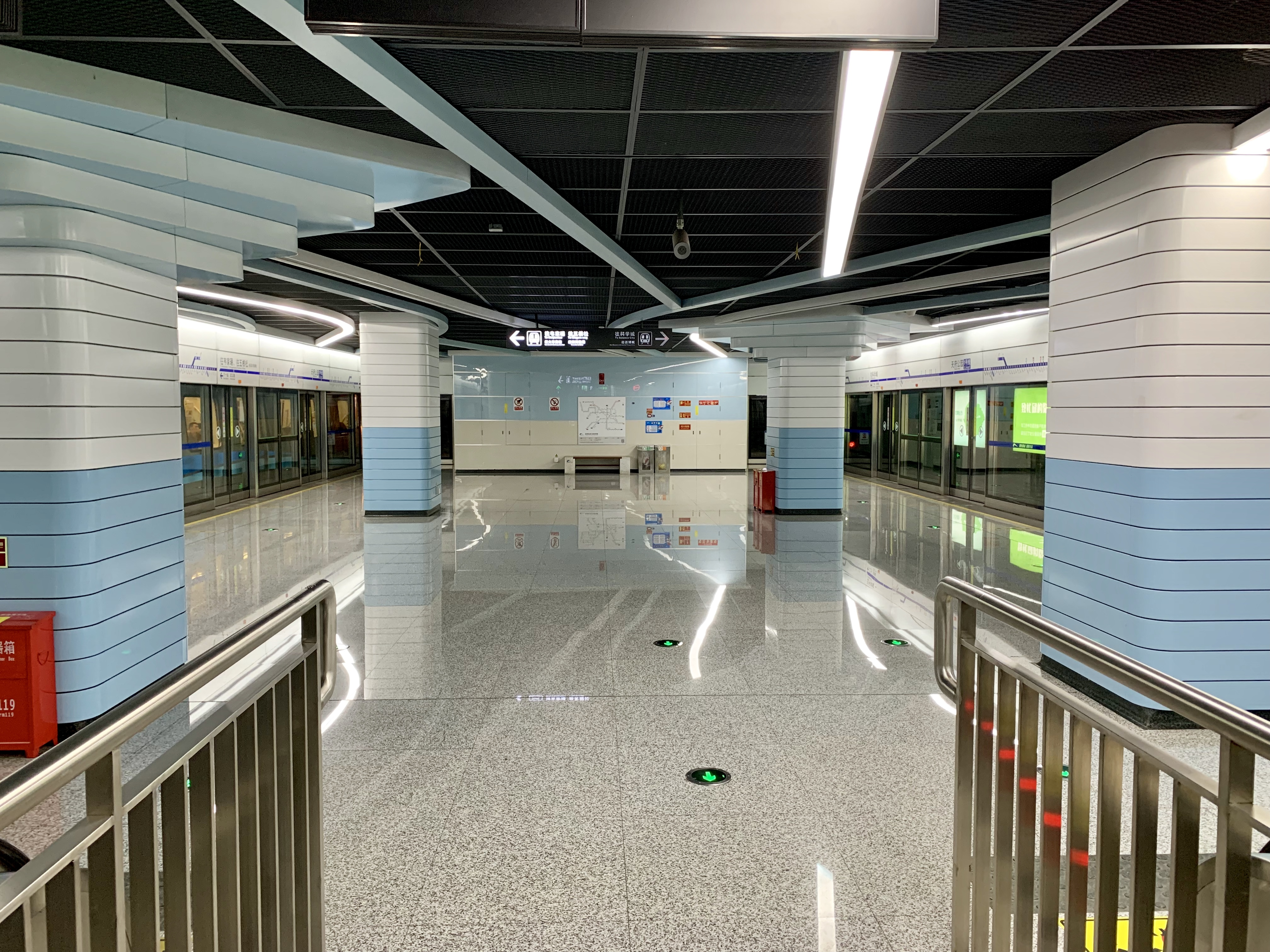
站台层
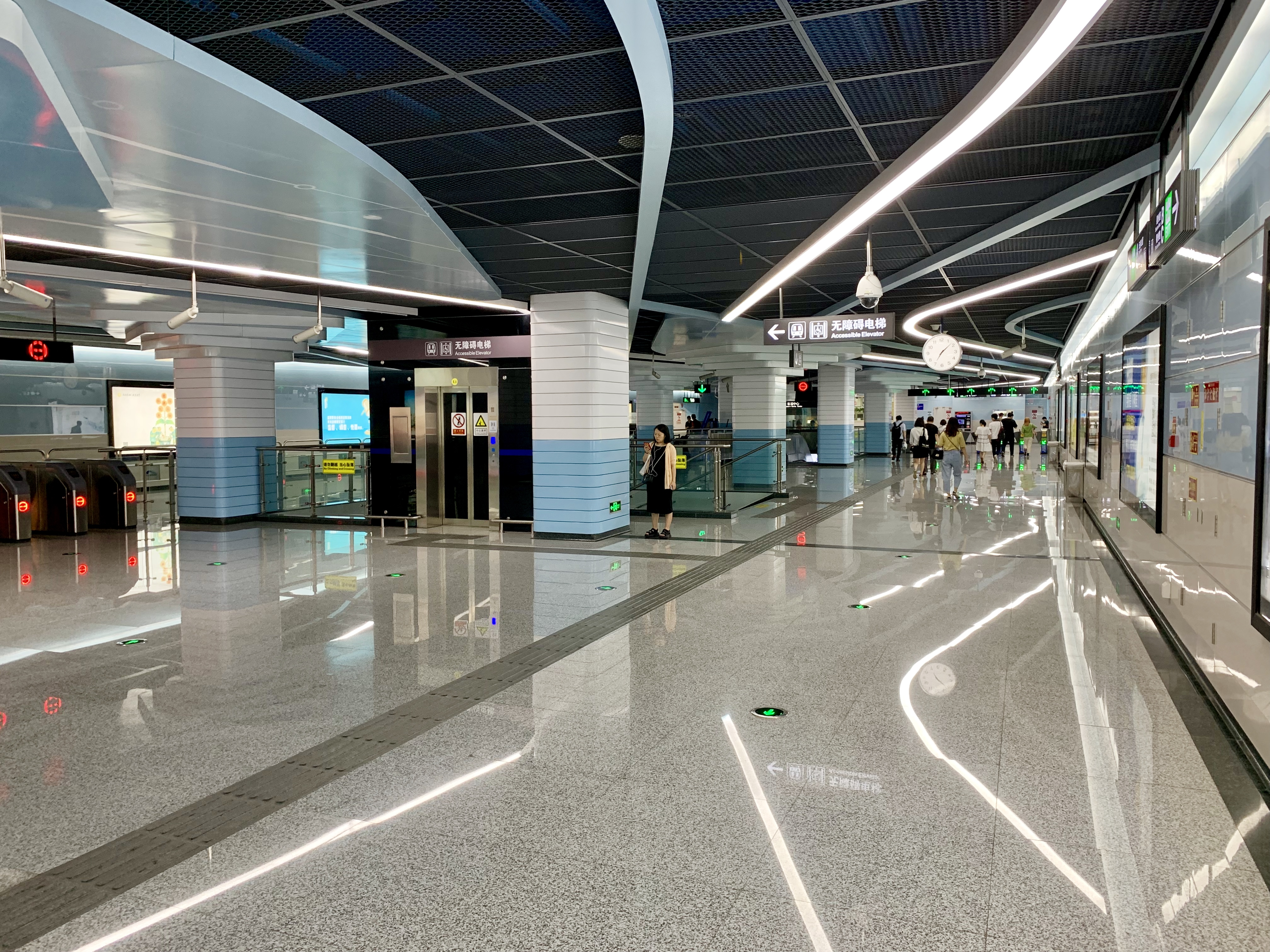
站厅层

本站为地下双层双柱三跨岛式站台车站，车站全长186米，共设置5个出入口，2组风亭。
| 地面      |                                  | 出入口                           |  |
| 地下 一层 | 站厅层                           | 安检、售票机、站内商店           |  |
| 地下 二层 |                                  | 1号线列车往韦家碾方向 （武汉路） |  |
| 地下 二层 | 岛式站台，左边车门将会开启       |                                  |  |
| 地下 二层 | 1号线列车往科学城方向 （西博城） |                                  |  |

## 内装与公共艺术
本站为1号线三期工程4座艺术站之一。本站延续1号线一期“一站一景”的传统，贯穿“天府新象”的设计理念，以成都平原的岷江水系作为设计元素，采用蓝色和白色，将柱面做叠级变化处理，抽象表现水网形态。

## 出入口信息
本站目前开放5个出入口。
| 出口编号     | 设施       | 地点       | 可到达目的地  |
| ------------ | ---------- | ---------- | ------------- |
|              |            |            |               |
|              |            | 蜀州路     | 天府公园      |
| 出口 · B     |            | 蜀州路     | 秦皇湖        |
| 出口 · C     | 无障碍电梯 | 蜀州路     |               |
| 出口 · D · 1 |            | 宁波路东段 | 中铁·卓越中心 |
| 出口 · D · 2 | 卫生间     | 蜀州路     | 中交·国际中心 |

## 公交换乘
T1路、T6路等。

## 大事记
- 2016年2月2日，主体结构封顶，是成都地铁1号线三期工程首座完成主体结构封顶的车站[3]；
- 2017年11月13日，移交运营公司[5][6]；
- 2018年3月18日，正式开通使用[1]。